# Ponte Alexandre III

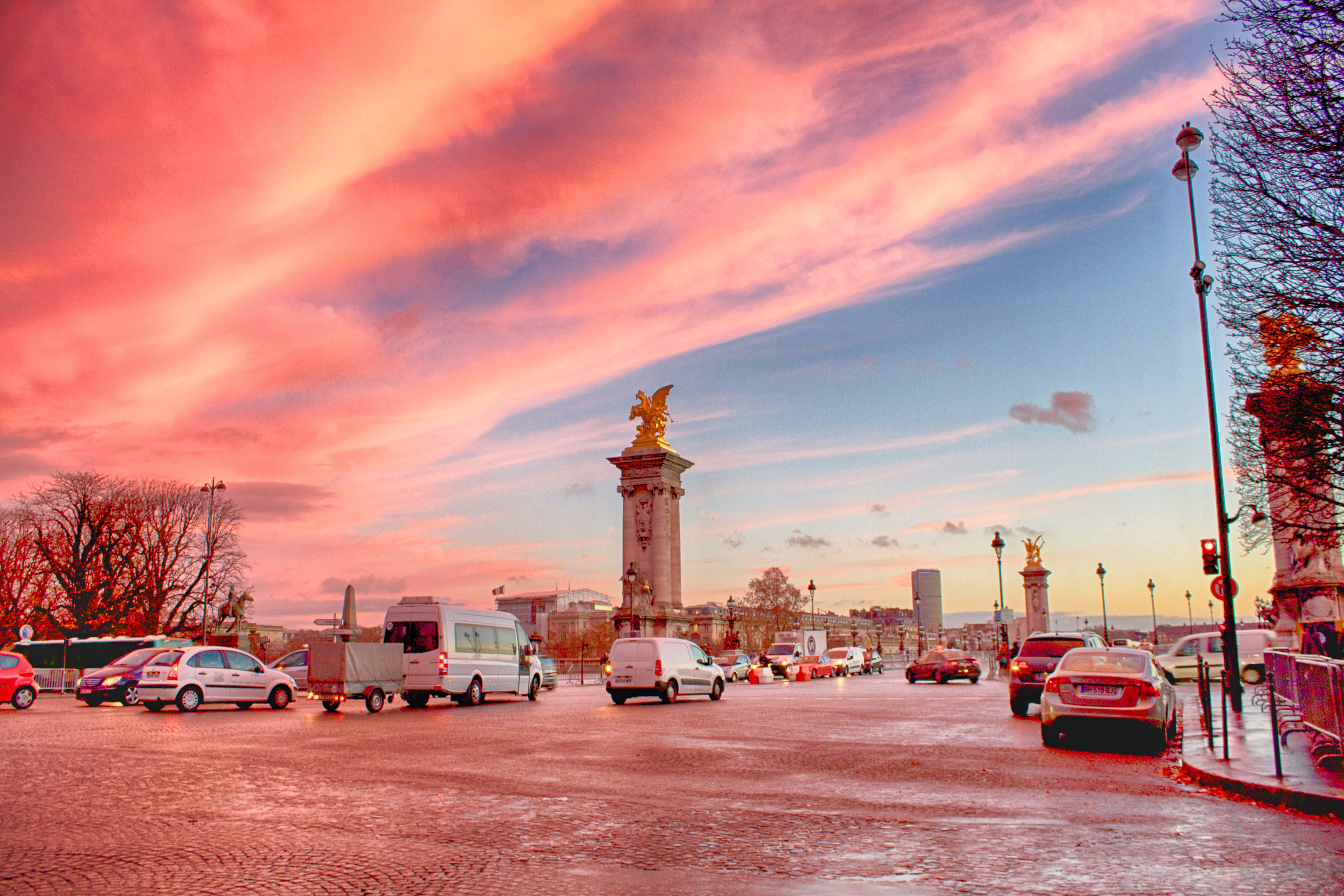
Cruzamento de rua na ponte.

A Ponte Alexandre III é uma ponte em arco que atravessa o rio Sena em Paris. A ponte liga o bairro dos Campos Elísios ao dos Invalides e a Torre Eiffel. É considerada uma das pontes mais ornamentadas e extravagantes de Paris. Está classificada como um Monumento histórico francês e faz parte do conjunto arquitetônico formado pelo Grand Palais e o Petit Palais.

## História
A ponte de estilo Beaux-Arts, com os seus postes de iluminação exuberantes de estilo Art Nouveau, ninfas e cavalos alados nas extremidades foi construída entre 1896 e 1900. Recebeu o seu nome em homenagem ao czar Alexandre III que tinha concluído a aliança Franco-Russa em 1892. A pedra fundamental foi lançada pelo seu filho, o czar Nicolau II em outubro de 1896. O estilo da ponte é o mesmo do Grand Palais.

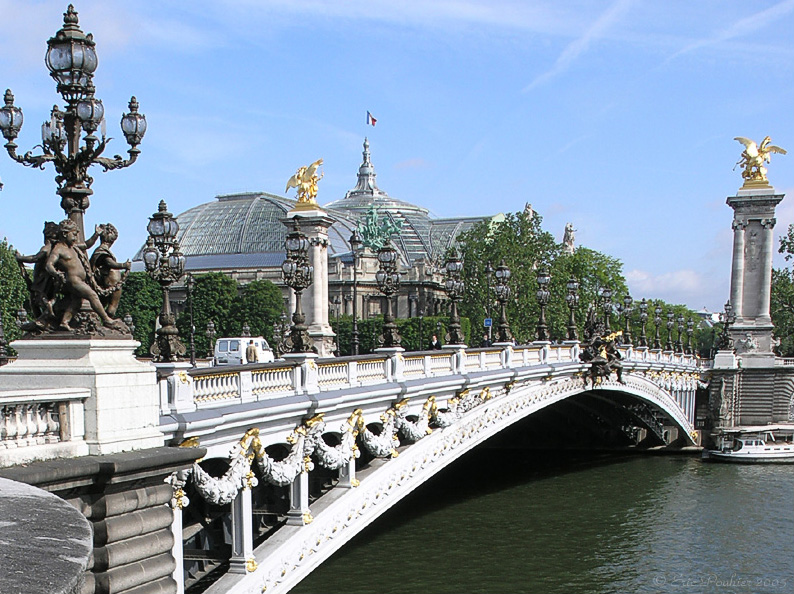
Ponte Alexandre III e Grand Palais ao fundo.

A construção da ponte é uma maravilha de engenharia do século XIX. Foi concebida pelos arquitetos Joseph Cassien-Bernard e Gaston Cousin e foi sujeita a controlos rigorosos para evitar que tapasse a vista dos Campos Elísios ou dos Invalides.
Foi construída pelos engenheiros Jean Résal e Amédée d'Alby e inaugurada em 1900 para a Exposition Universelle (Exposição Mundial) desse ano, tal como foram o Grand Palais e o Petit Palais ali perto.

## Esculturas
Numerosos escultores forneceram as esculturas que aparecem proeminentemente na ponte.

### Famas
Quatro estátuas de Famas em bronze dourado vigiam a ponte, apoiadas em maciços pedestais de alvenaria de 17 metros, que fornecem o contrapeso estabilizante para o arco, sem interferir com vistas monumentais. Os pedestais são coroados por Famas que seguram o Pégaso.
Na margem direita estão a "Fama das Ciências" e a "Fama das Artes", ambas de Emmanuel Frémiet. Em suas bases, a "França contemporânea", de Gustave Michel e a "França de Carlos Magno", de Alfred Lenoir. Os grupos de leões são de Georges Gardet.
Na margem esquerda a "Fama do Comércio", de Pierre Granet e a "Fama da Indústria, de Clément Steiner. Nas suas bases, a "França do Renascimento", de Jules Coutan, e a "França de Luís XIV", por Laurent Marqueste. Os grupos de leões são de Jules Dalou.

### Ninfas
Os relevos de Ninfas estão no centro dos arcos sobre o Sena, em memória da Aliança Franco-Russa. As ninfas do Sena têm um relevo dos braços de Paris e enfrentam as ninfas de Neva com os braços da Rússia imperial. Ambos são executados em cobre martelado sobre formas por Georges Récipon.

No mesmo espírito político, a Ponte da Trindade, em São Petersburgo, foi concebida como um memorial à Aliança Franco-Russa. Foi projetado por Gustave Eiffel, e a primeira pedra foi colocada em agosto de 1897 pelo presidente francês Félix Faure.

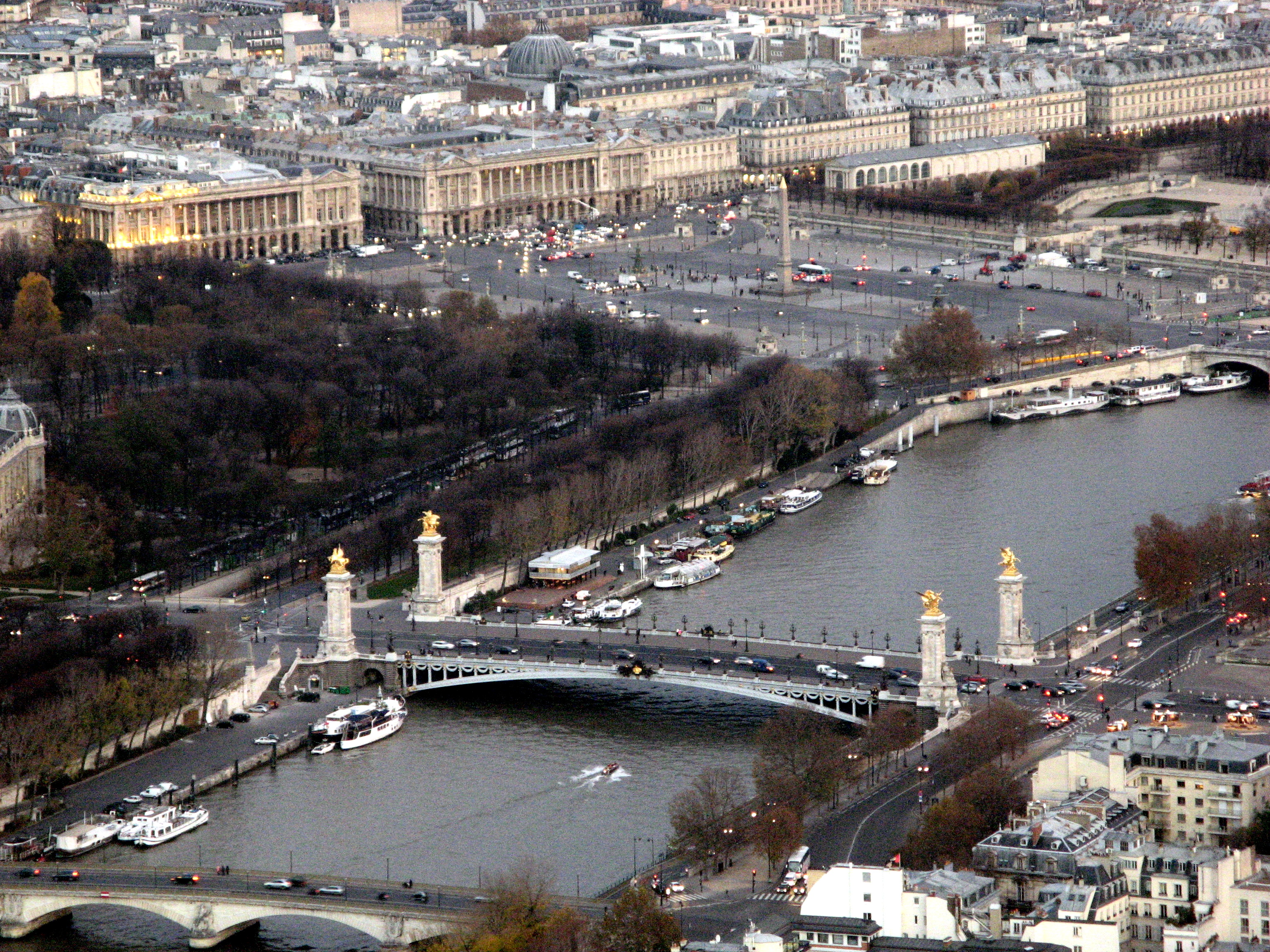
Vista aérea da Ponte Alexandre III e Praça da Concórdia ao fundo.

## Utilização da ponte no cinema e em vídeos
- No filme de animação Anastásia (1997) a ponte é danificada por Rasputine enquanto tenta matar Anastásia (que na vida real era neta do czar Alexandre III)
- No filme Angel-A Angela e André saltam para o Sena a partir da Ponte Alexandre III.
- No filme French Postcards a cena romântica final tem lugar nesta ponte.
- No filme Meia-Noite em Paris, a ponte surge em várias cenas, incluindo a última.
- No filme Ronin, a equipa de espiões encontra-se com os negociantes de armas debaixo da ponte na margem direita.
- No filme Un long dimanche de fiançailles, a personagem de Marion Cotillard mata a personagem interpretada por François Levantal debaixo da ponte.
- No filme da saga 007 A View to Kill (1985), James Bond (interpretado por Roger Moore) pára na ponte depois de roubar um taxi Renault 11.
- O vídeo de Someone Like You de Adele foi filmado na ponte em 2011.
- No filme Como eu era antes de Você (2016) a ponte aparece no final do filme.
- No filme Holy Motors (2012) a ponte serve de locação para uma das primeiras cenas (o "encontro" da anciã mendiga) do protagonista Mr. Oscar, interpretado por Denis Lavant.